# Maleevite
La maleevite è un minerale appartenente al gruppo della danburite.